# Persone di nome Ulrich
| Questa pagina contiene informazioni ricavate automaticamente dalle voci biografiche con l'ausilio del template Bio e di un bot. L'aggiornamento è periodico e automatico e ricostruisce completamente la pagina. Se manca una persona in questa lista, sei pregato di non aggiungerla, ma accertati piuttosto che la sua voce biografica contenga il template Bio e che i dati anagrafici siano correttamente compilati. Se il template Bio manca, inseriscilo tu stesso o, in alternativa, metti l'avviso {{tmp\|Bio}} che ne segnala la mancanza. Se i dati riportati sono sbagliati, correggi direttamente la voce biografica; le modifiche saranno visibili in questa lista entro pochi giorni. Per chiarimenti vedi il progetto antroponimi. La lista contiene solo le 113 persone che sono citate nell'enciclopedia e per le quali è stato implementato correttamente il template Bio. Pagina aggiornata al 23 mar 2025. |

Questa è una lista di persone presenti nell'enciclopedia che hanno il nome Ulrich, suddivise per attività principale.

## Allenatori di calcio(8)
- Ulrich Borowka, allenatore di calcio e ex calciatore tedesco (Menden, n. 1962)
- Ulrich Forte, allenatore di calcio e ex calciatore svizzero (Zurigo, n. 1974)
- Ulrich van Gobbel, allenatore di calcio e ex calciatore olandese (Paramaribo, n. 1971)
- Ulrich Møller, allenatore di calcio e ex calciatore norvegese (Molde, n. 1962)
- Ulrich Ramé, allenatore di calcio e ex calciatore francese (Nantes, n. 1972)
- Ulrich Schulze, allenatore di calcio e ex calciatore tedesco (Ilsenburg, n. 1947)
- Uli Stein, allenatore di calcio e ex calciatore tedesco (Amburgo, n. 1954)
- Uli Sude, allenatore di calcio e ex calciatore tedesco (Korbach, n. 1956)

## Allenatori di hockey su ghiaccio(1)
- Ulrich Egen, allenatore di hockey su ghiaccio, dirigente sportivo e ex hockeista su ghiaccio tedesco (Füssen, n. 1956)

## Alpinisti(2)
- Ulrich Inderbinen, alpinista svizzero (Zermatt, n. 1900 - Zermatt, † 2004)
- Ulrich Wieland, alpinista e ingegnere tedesco (Ulma, n. 1902 - Nanga Parbat, † 1934)

## Architetti(1)
- Ulrich Ensingen, architetto tedesco (Oberensingen, n. 1359 - Strasburgo, † 1419)

## Artisti(1)
- Ulrich Rückriem, artista tedesco (Düsseldorf, n. 1938)

## Astronauti(1)
- Ulrich Walter, ex astronauta e fisico tedesco (Iserlohn, n. 1954)

## Astronomi(1)
- Ulrich Hopp, astronomo tedesco

## Attori(5)
- Ulrich Matthes, attore e doppiatore tedesco (Berlino Est, n. 1959)
- Ulrich Noethen, attore tedesco (Monaco di Baviera, n. 1959)
- Ulrich Thein, attore tedesco (Braunschweig, n. 1930 - Berlino, † 1995)
- Ulrich Thomsen, attore danese (Odense, n. 1963)
- Ulrich Tukur, attore e musicista tedesco (Viernheim, n. 1957)

## Banchieri(3)
- Ulrich Fugger il Vecchio, banchiere e mercante tedesco (Augusta, n. 1441 - Augusta, † 1510)
- Ulrich Fugger il Giovane, banchiere e mercante tedesco (Augusta, n. 1490 - Augusta, † 1525)
- Ulrich Geisser, banchiere svizzero (Altstätten, n. 1824 - Torino, † 1894)

## Batteristi(1)
- Uli Kusch, batterista tedesco (Aquisgrana, n. 1967)

## Biochimici(1)
- Ulrich K. Laemmli, biochimico e biologo svizzero (Onex, n. 1940)

## Bobbisti(1)
- Ulrich Bächli, bobbista svizzero (Zurigo, n. 1950)

## Calciatori(8)
- Uli Bayerschmidt, ex calciatore tedesco (Monaco di Baviera, n. 1967)
- Ulrich Biesinger, calciatore tedesco (Augusta, n. 1933 - Augusta, † 2011)
- Ulrich Kapolongo, ex calciatore congolese (Repubblica del Congo) (Brazzaville, n. 1989)
- Ulrich Le Pen, ex calciatore francese (Auray, n. 1974)
- Kévin Mayi, calciatore francese (Lione, n. 1993)
- Ulrich Meleke, calciatore ivoriano (Abidjan, n. 1999)
- Uli Stielike, ex calciatore e allenatore di calcio tedesco (Ketsch, n. 1954)
- Ulrich Vinzents, calciatore danese (Ringsted, n. 1976)

## Canoisti(2)
- Ulrich Eicke, ex canoista tedesco (n. 1952)
- Ulrich Papke, ex canoista tedesco (n. 1962)

## Canottieri(1)
- Ulrich Karnatz, ex canottiere tedesco (Rostock, n. 1952)

## Cavalieri(1)
- Ulrich Kirchhoff, cavaliere tedesco (n. 1967)

## Cestisti(3)
- Ulrich Chomche, cestista camerunese (Bafang, n. 2005)
- Rick Fox, ex cestista e attore canadese (Toronto, n. 1969)
- Ulrich Peters, ex cestista tedesco (Augusta, n. 1957)

## Chimici(1)
- Ulrich Rück, chimico tedesco (Norimberga, n. 1882 - Norimberga, † 1962)

## Chitarristi(1)
- Ulrich Roth, chitarrista tedesco (Düsseldorf, n. 1954)

## Condottieri(2)
- Ulrich Mettler, condottiero e politico svizzero († 1609)
- Ulrich Schmid, condottiero e politico svizzero (Urnäsch, n. 1626 - Urnäsch, † 1682)

## Designer(1)
- Ueli Berger, designer, architetto e docente svizzero (Berna, n. 1937 - Berna, † 2008)

## Diplomatici(2)
- Ulrich von Brockdorff-Rantzau, diplomatico tedesco (Schleswig, n. 1869 - Berlino, † 1928)
- Ulrich von Hassell, diplomatico tedesco (Anklam, n. 1881 - Berlino, † 1944)

## Dirigenti sportivi(2)
- Uli Hoeneß, dirigente sportivo e ex calciatore tedesco (Ulma, n. 1952)
- Ulrich Wehling, dirigente sportivo e ex combinatista nordico tedesco (Halle, n. 1952)

## Economisti(1)
- Ulrich Brand, economista tedesco (Mainau, n. 1967)

## Esploratori(2)
- Ulrich Schmidl, esploratore tedesco (Straubing - Ratisbona)
- Ulrich Jasper Seetzen, esploratore tedesco (Jever, n. 1767 - Ta'izz, † 1811)

## Filologi(1)
- Ulrich von Wilamowitz-Moellendorff, filologo classico e grecista tedesco (Markowitz, n. 1848 - Berlino, † 1931)

## Fisici(1)
- Ulrich Rüdiger, fisico tedesco (Helmstedt, n. 1966)

## Funzionari(1)
- Ulrich Helmasperger, funzionario tedesco (Magonza)

## Generali(6)
- Ulrich Grauert, generale tedesco (Berlino, n. 1889 - vicino a Saint-Omer, † 1941)
- Ulrich Greifelt, generale tedesco (Berlino, n. 1896 - Landsberg am Lech, † 1949)
- Ulrik Christian Gyldenløve, generale danese (Copenaghen, n. 1678 - Copenaghen, † 1719)
- Ulrich von Hohensax, generale svizzero (Bürglen, † 1538)
- Ulrich Kleemann, generale tedesco (Langensalza, n. 1892 - Oberursel, † 1963)
- Ulrich Wille, generale svizzero (Amburgo, n. 1848 - Meilen, † 1925)

## Giuristi(2)
- Ulrich Stutz, giurista e storico tedesco (Zurigo, n. 1868 - Berlino, † 1938)
- Ulrich Zasius, giurista e umanista tedesco (Costanza, n. 1461 - Friburgo in Brisgovia, † 1535)

## Imprenditori(1)
- Ulrich Schmack, imprenditore e dirigente d'azienda tedesco (Ratisbona, n. 1973)

## Informatici(1)
- Ulrich Hasenkamp, informatico tedesco (n. 1949)

## Ingegneri(1)
- Ulrich Tuchel, ingegnere e imprenditore tedesco (Berlino, n. 1904 - Heilbronn, † 1986)

## Medici(1)
- Ulrich Cameron Luft, medico, fisiologo e insegnante tedesco (Berlino, n. 1910 - Albuquerque, † 1991)

## Militari(1)
- Ulrich von Frundsberg, militare tedesco († 1501)

## Musicisti(2)
- Ulrich Schnauss, musicista e produttore discografico tedesco (Kiel, n. 1977)
- Oliver Shanti, musicista tedesco (Amburgo, n. 1948 - † 2016)

## Nobili(1)
- Ulrich Franz von Kolowrat-Liebsteinsky, nobile e politico austriaco (Žichovice, n. 1607 - České Budějovice, † 1650)

## Pianisti(1)
- Ulrich Eisenlohr, pianista tedesco (Germania, n. 1950)

## Piloti motociclistici(1)
- Ulrich Graf, pilota motociclistico svizzero (n. 1945 - Abbazia, † 1977)

## Pittori(1)
- Ulrich Loth, pittore tedesco (Monaco di Baviera - Monaco di Baviera, † 1662)

## Poeti(1)
- Ulrich von Liechtenstein, poeta tedesco (n. 1200 - † 1275)

## Politici(5)
- Ulrich Maly, politico tedesco (Norimberga, n. 1960)
- Joachim von Ribbentrop, politico, diplomatico e criminale di guerra tedesco (Wesel, n. 1893 - Norimberga, † 1946)
- Ulrich Schläpfer, politico svizzero (Trogen, n. 1580 - Trogen, † 1651)
- Ulrich Wilhelm von Schwerin von Schwanenfeld, politico tedesco (Copenaghen, n. 1902 - Berlino, † 1944)
- Ulrich Walker, politico e militare svizzero (Sempach, n. 1360 - Lucerna, † 1427)

## Poliziotti(1)
- Ulrich Wegener, poliziotto tedesco (Jüterbog, n. 1929 - Windhagen, † 2017)

## Psicologi(1)
- Ulric Neisser, psicologo tedesco (Kiel, n. 1928 - Ithaca, † 2012)

## Pugili(1)
- Ulrich Beyer, pugile tedesco (Röddelin, n. 1947 - Francoforte sull'Oder, † 1988)

## Registi(3)
- Ulrich Köhler, regista e sceneggiatore tedesco (Marburgo, n. 1969)
- Ulrich Schamoni, regista e sceneggiatore tedesco (Berlino, n. 1939 - Berlino, † 1998)
- Ulrich Seidl, regista, sceneggiatore e produttore cinematografico austriaco (Vienna, n. 1952)

## Rugbisti a 15(1)
- Jacques Potgieter, rugbista a 15 sudafricano (Port Elizabeth, n. 1986)

## Saltatori con gli sci(1)
- Ulrich Wohlgenannt, saltatore con gli sci austriaco (n. 1994)

## Schermidori(3)
- Ulrich Eifler, ex schermidore tedesco (Marburgo, n. 1961)
- Ulrich Robeiri, schermidore francese (Caienna, n. 1982)
- Ulrich Schreck, ex schermidore tedesco (Tauberbischofsheim, n. 1962)

## Sciatori alpini(2)
- Ulrich Perathoner, ex sciatore alpino italiano (n. 1975)
- Uli Spieß, ex sciatore alpino austriaco (Innsbruck, n. 1955)

## Scrittori(7)
- Ulrich Bräker, scrittore svizzero (Wattwil, n. 1735 - Wattwil, † 1798)
- Ulrich Karger, scrittore tedesco (Berchtesgaden, n. 1957)
- Ulrich Kiesow, scrittore e autore di giochi tedesco (Germania, n. 1949 - Wassenberg, † 1997)
- Ulrich Peltzer, scrittore tedesco (Krefeld, n. 1956)
- Ulrich Plenzdorf, scrittore e drammaturgo tedesco (Berlino, n. 1934 - Berlino, † 2007)
- Ulrich von dem Türlin, scrittore e poeta tedesco (Carinzia)
- Ulrich von Türheim, scrittore tedesco (Augusta)

## Slittinisti(2)
- Ulrich Hahn, ex slittinista tedesco orientale (Elbingerode, n. 1955)
- Ulrich Jucker, ex slittinista svizzero (Girenbad, n. 1939)

## Sociologi(1)
- Ulrich Beck, sociologo e scrittore tedesco (Stolp, n. 1944 - Monaco di Baviera, † 2015)

## Storici(2)
- Ulrich Köhler, storico e epigrafista tedesco (Weimar, n. 1838 - Berlino, † 1903)
- Ulrich Wilcken, storico e papirologo tedesco (Stettino, n. 1862 - Baden Baden, † 1944)

## Tennisti(2)
- Ulrich Marten, ex tennista tedesco (Werneck, n. 1956)
- Ulrich Pinner, ex tennista tedesco (Zittau, n. 1954)

## Tipografi(1)
- Ulrich Han, tipografo tedesco (Ingolstadt - Roma)

## Umanisti(1)
- Ulrich von Hutten, umanista tedesco (Burg Steckelberg, n. 1488 - Isola di Ufenau, † 1523)

## Vescovi cattolici(1)
- Ulrich Putsch, vescovo cattolico italiano († 1437)

## Senza attività specificata(2)
- Ulrich Czermak, ex pentatleta tedesco (Marktredwitz, n. 1967)
- Ulrich von Jungingen, cavaliere medievale tedesco (Jungingen, n. 1360 - Grunwald, † 1410)